# Fay, Sarthe

Fay este o comună în departamentul Sarthe, Franța. În 2009 avea o populație de 611 de locuitori.